# Kyriakos Pontikeas
Kyriakos Pontikeas (em grego:  Κυριάκος Ποντικέας; Atenas, 9 de maio de 1991) é um jogador de polo aquático grego.

## Carreira
Pontikeas foi medalhista de bronze no Campeonato Mundial de Cazã, em 2015. No ano seguinte integrou o elenco da Seleção Grega de Polo Aquático que ficou em sexto lugar nos Jogos Olímpicos do Rio de Janeiro.